# Masters de Cincinnati 1983
El Abierto de Cincinnati 1983 fue un torneo de tenis jugado sobre pista dura en Cincinnati, Ohio, Estados Unidos. Fue la edición número 82 de este torneo. El torneo masculino formó parte del circuito ATP. Se celebró entre el 15 de agosto y el 21 de agosto de 1983.

## Campeones

### Individuales masculinos
Mats Wilander vence a  John McEnroe, 6–4, 6–4.

### Dobles masculinos
Victor Amaya /  Tim Gullikson vencen a  Carlos Kirmayr /  Cassio Motta, 6–4, 6–3.
| Predecesor: Cincinnati 1982 | Masters de Cincinnati 1983 | Sucesor: Cincinnati 1984 |